# ديريك موريس
ديريك موريس هو لاعب هوكي الجليد كندي، ولد في 24 أغسطس 1978 في إدمونتون في كندا.

## وصلات خارجية
- ديريك موريس على موقع دوري الهوكي الوطني (الإنجليزية)
- ديريك موريس على موقع EliteProspects.com (الإنجليزية)
- ديريك موريس على موقع Eurohockey.com (الإنجليزية)
- ديريك موريس على موقع HockeyDB.com (الإنجليزية)
- ديريك موريس على موقع Hockey-Reference.com (الإنجليزية)